# A-2 hrvatska košarkaška liga za žene 2012./13.
A-2 hrvatska košarkaška liga za žene za sezonu 2012./13. se sastojala od dvije skupine - Sjeveroistok i Jugozapad. 

## Ljestvice

### Jugozapad
| mj                         | klub                     | ut                       | pob                      | por                      | koš+                     | koš-                     | bod                      |
| Ljestvica u konkurenciji   | Ljestvica u konkurenciji | Ljestvica u konkurenciji | Ljestvica u konkurenciji | Ljestvica u konkurenciji | Ljestvica u konkurenciji | Ljestvica u konkurenciji | Ljestvica u konkurenciji |
| -------------------------- | ------------------------ | ------------------------ | ------------------------ | ------------------------ | ------------------------ | ------------------------ | ------------------------ |
| 1.                         | Croatia 2006 Zagreb      | 12                       | 11                       | 1                        | 1939                     | 623                      | 23                       |
| 2.                         | Salona Solin             | 12                       | 8                        | 4                        | 747                      | 682                      | 16                       |
| 3.                         | Zagreb                   | 12                       | 9                        | 3                        | 876                      | 581                      | 20 (-1)                  |
| 4.                         | Otočac                   | 23                       | 6                        | 6                        | 721                      | 830                      | 18                       |
| 5.                         | Radost Čakovec           | 12                       | 5                        | 7                        | 717                      | 785                      | 17                       |
| 6.                         | Pešćenica Žitnjak Zagreb | 12                       | 3                        | 9                        | 657                      | 800                      | 15                       |
| 7.                         | Jabuka Zaprešić          | 12                       | 0                        | 12                       | 591                      | 947                      | 12                       |
|                            |                          |                          |                          |                          |                          |                          |                          |
| Ljestvica van konkurencije |                          |                          |                          |                          |                          |                          |                          |
| 1.                         | Croatia 2006 Zagreb      | 14                       | 12                       | 2                        | 1063                     | 728                      | 26                       |
| 2.                         | Novi Zagreb II (Zagreb)  | 14                       | 11                       | 3                        | 977                      | 820                      | 25                       |
| 3.                         | Salona Solin             | 14                       | 9                        | 5                        | 895                      | 825                      | 23                       |
| 4.                         | Zagreb                   | 14                       | 10                       | 4                        | 1024                     | 730                      | 23 (-1)                  |
| 5.                         | Otočac                   | 14                       | 6                        | 8                        | 852                      | 979                      | 20                       |
| 6.                         | Radost Čakovec           | 14                       | 5                        | 9                        | 810                      | 934                      | 19                       |
| 7.                         | Pešćenica Žitnjak Zagreb | 14                       | 3                        | 11                       | 742                      | 948                      | 17                       |
| 8.                         | Jabuka Zaprešić          | 14                       | 0                        | 14                       | 682                      | 1081                     | 14                       |

## Poveznice
- A-2 liga 2012./13.